# Hydrochasma dolabrutum
Hydrochasma dolabrutum (лат.) — вид мух-береговушек рода Hydrochasma из подсемейства Gymnomyzinae (Ephydridae). Встречаются в Западном полушарии: США (Флорида), Мексика, Коста-Рика, Гондурас, острова Вест-Индии (Антигуа, Куба, Гаити и другие).

## Описание
Мелкие двукрылые насекомые, длина от 1,65 до 1,90 мм; в основном серовато-коричневого цвета. Окраска усиков в основном тёмно-серая. Передние тазики жёлтые, голени серые. 5-й тергит серебристо-серый, 3-4-й тергиты брюшка с серебристо-серыми участками на чёрном дорзуме (срединная часть серовато-чёрная). Голова с мелким ротовым отверстием. Задняя голень без крупной вентроапикальной шпоровидной сеты. Максиллярные щупальцы апикально жёлтые. Глаза овальные, крупные. На лице один ряд латеральных щетинок; фронто-орбитальные сеты на лбу отсутствуют. Усиковые бороздки резко отграничены с вентральной стороны. Щеки широкие. Нотоплеврон груди покрыт микросетами в дополнение к двум крупным щетинкам. Супрааларные пре- и постшовные щетинки, а также акростихальные сеты хорошо развиты. Латеральные части брюшка почти без светлых (беловато-серых) участков: 1-4-й тергиты с широкой срединной коричневой полосой и неравномерным боковым краем, боковая серебристо-серая область на них отсутствует; пятый тергит урезанный на вершине, в основном серый с тонкой коричневой медиальной полосой. Крылья прозрачные, блестящие.
Вид был впервые описан в 2013 году американским диптерологом Вейном Мэтисом (Wayne N. Mathis; Department of Entomology, Smithsonian Institution, Washington, D.C., США) и польским энтомологом Тадеушем Затварницким (Tadeusz Zatwarnicki, Department of Biosystematics, Opole University, Ополе, Польша) и назван dolabrutum по признаку расширенного эпандриума самцов. Таксон Hydrochasma dolabrutum сходен с видами группы Hydrochasma incisum Group, отличаясь от них строением гениталий самца (близок к виду Hydrochasma parallelum).